# 凯·黑夫纳
凯·黑夫纳（德語：Kai Häfner，1989年7月10日—），德国男子手球运动员。他曾代表德国参加2016年和2020年夏季奥林匹克运动会手球比赛，其中2016年奥运会获得一枚铜牌。